# Delias zebuda
Delias zebuda é uma borboleta da família Pieridae. Foi descritoa por William Chapman Hewitson em 1862. Encontra-se no reino Australasiano (Celebes, Ternate, Manado).